# Véspera de Todos os Santos

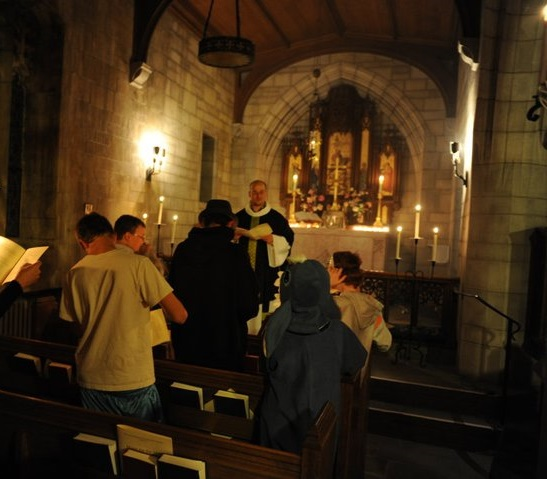
A celebração de Véspera de Todos os Santos na noite de 31 de Outubro, na igreja católica

Véspera de Todos os Santos é o primeiro dia de celebrações cristãs da Estação de Todos os Santos, ocorre em 31 de Outubro, mesma data em que um povo pagão, os celtas, celebravam o Festival de Samhain, na Europa. 
Outras celebrações da Estação de Todos os Santos são o Dia de Todos os Santos,  que se celebra em 1° de Novembro, e o terceiro dia é o Dia dos Fiéis Defuntos que se celebra em 2 de Novembro, os três dias da Estação de Todos os Santos são importantes para igreja católica como o Tempo pascal e a Quadra Natalícia. 
O termo se originou da língua latina, Vigilia Omnium Sanctorum, antes de sofrer anglicanização quando foi trazido para as Ilhas Britânicas, passando a se chamar na cultura daquela região da Europa pelo termo inglês All Hallows' Eve, que significa "Véspera de Todos os Santos" e que daria origem ao nome Halloween.
Essa celebração foi criada pela igreja cristã romana quando o Papa Gregório III adiou a data de celebração católica, Dia de Todos os Santos, que é celebrado em 1 de Novembro. Isso tornou o 31 de Outubro na Véspera de Todos os Santos.
Os cristãos costumam a fazer oração na noite de 31 de Outubro para celebrar os mortos e santos. Antigamente eles também se abstinham de carne na véspera de Todos os Santos.

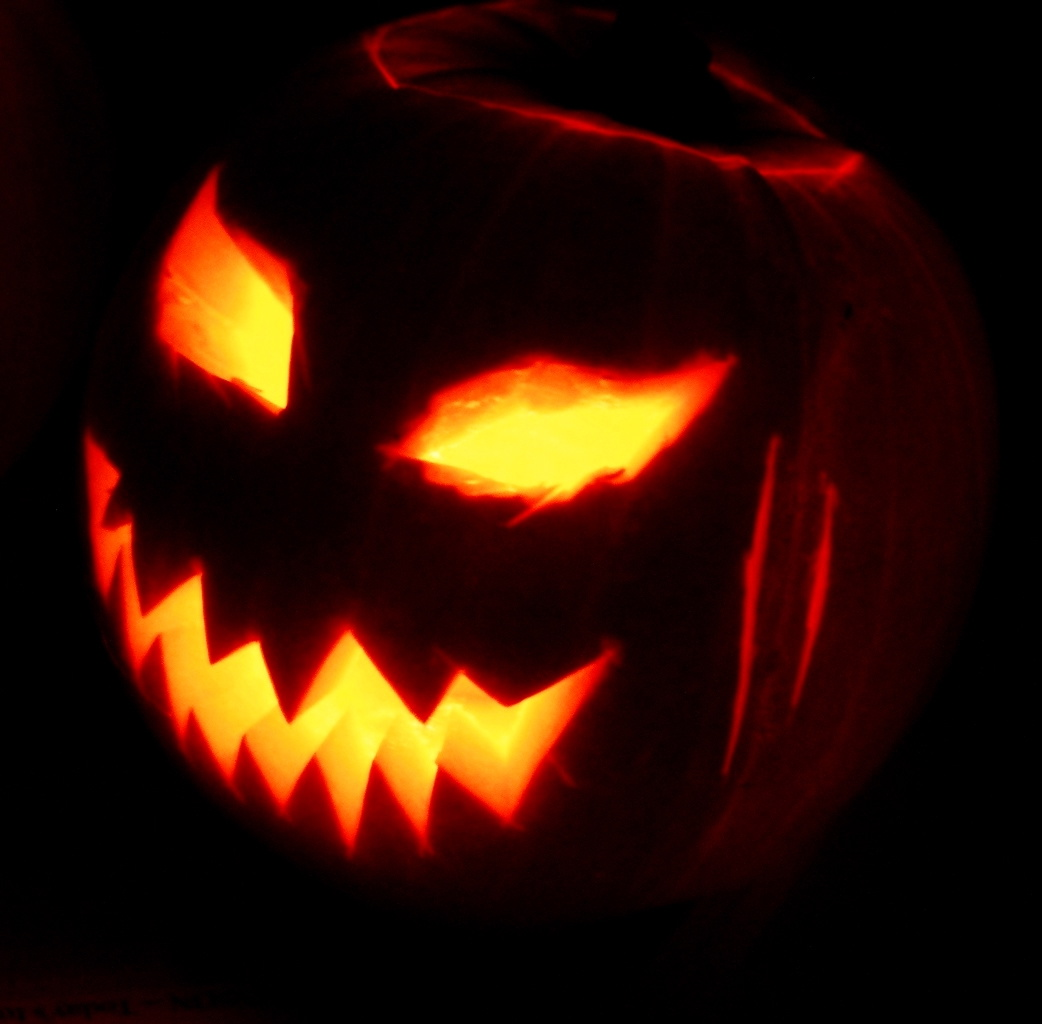
Abóbora de Halloween, Dia das Bruxas é uma festividade inspirada por Véspera de Todos os Santos e Samhain.

A celebração católica inspirou a festividade de Halloween, por isso que imigrantes irlandeses trouxeram para América do Norte, eles também incluíram suas tradições de festividade que surgiram no Samhain, que eles misturaram para criar um festival que também ocorre em 31 de Outubro.
Até hoje, alguns países celebram a Véspera de Todos os Santos, incluindo no Brasil, que ocorre em 31 de Outubro.